# Диармайд с Инис Клотранн
Диармайд с Инис Клотранн (Диармайт; др.‑ирл. Diarmaid; VI век) — аббат Инис Клотранна (совр. Инишклохранн, Север-Чёрч-Айленд), святой (день памяти — 10 января).
Святой Диармайд был ирландским исповедником VI века. Он был княжеского происхождения и родился в Коннахте. Согласно родословным святых, его прадедом был Дубтах мокку Лугарь, один из первых поэтов Ирландии, обратившихся в христианство благодаря святому Патрику.
Около 530 года он основал монастырь Инис Клотранн на озере Лох-Ри в епархии Арда. Желая удалиться от мирской суеты, он построил молельню на уединённом острове, связанном с памятью о королеве Медб (назван якобы в честь её сестры Клотры).
Сюда слава о нём скоро привлекла учеников, в том числе святого Киарана Клонмакнойсского (день памяти — 9 сентября). Он был хорошим учителем, а также выдающимся писателем и поэтом. Диармайду приписывалась поэма-оберег «Плащ забвения» (др.‑ирл. Cealtair Díchill), чтение которой защищало от врагов. На острове были воздвигнуты семь храмов, остатки шести из которых, в том числе, церкви св. Диармайда (Teampul Diarmada) видны по сей день. Эта молельня размером восемь на семь футов, по преданию, была собственной церковью Диармайда.
Основанная Диармайдом монашеская школа сохраняла свою репутацию целых шесть столетий после его смерти, а сам остров был известен среди паломников вплоть до дней Реформации.